# Charlie Bubbles
Pour plus de détails, voir Fiche technique et Distribution.
Charlie Bubbles est un film britannique d'Albert Finney, sorti en 1968.

## Synopsis
Histoire d'amour entre un homme marié supporter de football et sa secrétaire sur fond de problèmes de classes sociales. Le stade de football d'Old Trafford illustre cette différence sociale en prenant l'exemple des toutes nouvelles loges vitrées dont le luxe tranche nettement avec les tribunes populaires.

### Commentaires
(avril 2018).
- Si vous ne connaissez pas le sujet, laissez ce bandeau (vous pouvez alors contacter les auteurs).
- Si vous supprimez le contenu mis en cause (vous pouvez préalablement contacter les auteurs),

argumentez précisément cette suppression dans la page de discussion
(un manque de référence n'est pas un argument ; une recherche réelle de référence doit avoir été effectuée, être formellement documentée).
Si ce synopsis décrit factuellement ce qui se passe, il convient de souligner la dimension fantasque et irréelle de ce document exceptionnel. Le film est aussi remarquable dans son genre que Zabriskie Point. La juxtaposition de situations contradictoires en soi banales (la rencontre de deux familles dans une cafétéria d'autoroute) et de temps (la nuit, le lieu est désert), d'accessoires (la poupée qui prend des allures d'enfant pétrifiée suspendue entre deux parents) et de tarte à la crème (la scène du club so English où savamment les deux protagonistes s'insultent puis se tartinent de pâtes, de crème, le tout avec un flegme si britannique, avant de partir ensemble comme si de rien n'était...) préfigure les Monty Python. Bref, du Cambridge Arts Theatre avant l'heure. Et ce ne sont que quelques détails. Le travail d'analyse est encore à faire, malgré deux articles particulièrement intéressants : celui de Renata Adler (NYT, 1968) et de Neil Young (Neil Young's Film Lounge, 2004).

## Fiche technique
- Titre : Charlie Bubbles
- Réalisation : Albert Finney
- Scénario : Shelagh Delaney
- Directeur de la photographie : Peter Suschitzky
- Producteur : Michael Medwin
- Production : Universal / Memorial Films
- Durée : 91 minutes
- Genre : Comédie dramatique
- Dates de sortie : 
  - Royaume-Uni : juillet 1967[réf. nécessaire]

## Distribution
- Albert Finney : Charlie Bubbles
- Colin Blakely : Smokey Pickles
- Billie Whitelaw : Lottie Bubbles
- Liza Minnelli : Eliza
- Timothy Garland : Jack Bubbles
- Peter Suschitzky : M. Noseworthy (petit rôle non crédité)